# Cacém e São Marcos
Cacém e São Marcos (llamada oficialmente União das Freguesias de Cacém e São Marcos) es una freguesia portuguesa del municipio de Sintra, distrito de Lisboa.

## Historia
Fue creada el 28 de enero de 2013 en aplicación de una resolución de la Asamblea de la República de Portugal promulgada el 16 de enero de 2013 con la unión de las freguesias de Cacém  y São Marcos, pasando su sede a estar situada en la antigua freguesia de Cacém.

## Demografía
| Gráfica de evolución demográfica de Cacém e São Marcos entre 2011 y 2021 |
|                                                                          |
| Datos según el nomenclátor publicado por el INE portugués.               |